# Головачов Петро Михайлович
Петро́ Миха́йлович Головачо́в (рос. Пётр Михайлович Головачёв; нар. 14 жовтня 1861 — пом. 17 вересня 1913) — російський географ, історик, публіцист і громадський діяч часів Російської імперії. Дослідник Сибіру. Брат краєзнавців, дослідників і знавців Сибіру — Дмитра і Олександра Головачових. Дядько історика Бориса Полевого, шурин геолога Петра Полевого.

## Біографія

### Дитинство і навчання
Народився 14 жовтня (2 жовтня — за старим стилем) 1861 року у місті Кузнецьк Томської губернії Російської імперії в родині «приватного службовця» Михайла Головачова, який мав здібності до вивчення мов. Мати — із багатої купецької сім'ї.
Навчався спочатку у Кузнецькому міському училищі, потім — у Томській гімназії, де досконало вивчив латинь і добре освоїв грецьку мову.
Пістя гімназії — вступив на історико-філологічний факультет Московського університету. Під час навчання — заробляв на прожиття приватними уроками. Спочатку — був домашнім учителем у родині професора Дмитра Анучина, у якого і жив. Потім — у родині професора Постнікова.
Паралельно з навчанням і підробітками — вивчав іспанську. Для кращого освоєння мови — листувався з іспанським лікарем, який висилав Головачову іспанські журнали, книжки і газети.
У грудні 1887 року — закінчив університет зі званням кандидата історико-філологічних наук. Дипломна робота — «Сибір в Катерининській комісії» (рос. «Сибирь в Екатерининской комиссии»).

### Робота
З 1 серпня 1889 року викладав російську і французьку мови у чоловічій шестикласній гімназії Єнісейська. Також викладав педагогіку, дидактику, російську і французьку мови у місцевій жіночій гімназії.
З 1 червня 1893 по 1895 рік — викладав історію, географію і російську мову у Тюмені, у Олександрівському реальному училищі.
З осені 1895 року готувався до магістерського екзамену з російської історії при Московському університеті. Під керівництвом професора Василя Ключевського. Одночасно — продовжував вивчати іспанську мову та літературу, вивчив також португальську, італійську та англійську.
У кінці 1890-х двічі їздив до Іспанії та Португалії. Перша поїздка була до Лісабону, на Міжнародний з'їзд діячів друку. Друга — туристична. Головачов об'їздив обидві країни, а також побував у Андоррі, на Балеарських островах і острові Мадейра.

### Московський університет
Навесні 1901 року прочитав у Московському університеті дві пробні лекції. В університеті їх схвалили — і Гончаров отримав посаду приват-доцента російської історії. Викладав курс з історії Сибіру. Пізніше — читав цей курс і в Санкт-Петербурзькому політехнічному інституті.
Три роки був редактором збірника, а згодом — журналу «Сибирские вопросы». Завідував іноземним відділом газети «Сын отечества». З 1906 по 1907 рік — працював у провінційному відділі газети «Страна» і завідував підвідділом «Сибір».
Неодноразово отримував пропозиції стати викладачем різних вищих навчальних закладів із гарною зарплатнею. Але через те, що робота не торкалася теми Сибіру — відмовлявся. Зокрема, у середині 1900-х років Олександр Шварц пропонував Головачову місце професора у Варшавському університеті. А пізніше — кафедру у Ніжинському історико-філологічному інституті. У 1912 році — Головачову пропонували зайняти кафедру історії у Тифлісі, на місцевих Вищих жіночих курсах, але він знову відмовився.
Планував захистити у Московському університеті дисертацію. Але не зміг. Через знайомство з народовольцем Василем Осіпановим — був на обліку у Департаменті поліції як «особа неблагонадійна». За іншими даними — захисту дисертації завадила передчасна смерть (планував захищати роботу взимку з 1913 на 1914 рік).
Подавався на вакантну посаду бібліотекаря Томського університету, однак через «неблагонадійність» — посаду теж не отримав.
Вільно володів французькою, італійською, іспанською та португальською мовою.
Навесні 1913 року викладав у Московському археологічному інституті курс історичної географії Сибіру. У серпні цього ж року Рада професорів інституту обрала Головачова на посаду професора кафедри історичної географії. Але зайняти нову посаду не встиг.
Помер 17 вересня (4 вересня — за старим стилем) 1913 року у Санкт-Петербурзі.

## Творчість
Друкуватися почав у сибірських газетах, під час навчання у Томській гімназії — під псевдонімом «Кефалевіус» (рос. «Кефалевиус»). У газеті «Восточное обозрение» друкував вірші.
Під час навчання в університеті — робив статті-нотатки про іспанське суспільно-політичне життя для газети «Русские ведомости» (на основі інформації з книжок, газет, і журналів, які присилав знайомий іспанський лікар). Публікував у газеті також перекладені з іспанської оповідання і фейлетони.
Під час викладацької роботи у Єнісейську і Тюмені — багато писав на педагогічні теми до журналу «Вестник воспитания» та інших педагогічних видань.
Після повернення із другої подорожі Іберійським півостровом — склав португальську граматику для російськомовних. Це була перша португальська граматика на російській мові. Нариси про подорожі на півострів — друкував у газеті «Русские ведомости» і журналі «Русская мысль».
У 1902 році видав книгу «Сибір. Природа, люди, життя» (рос. «Сибирь. Природа, люди, жизнь»), яка ще двічі перевидавалася і отримала Премію імені Дмитра Ровінського від Московського університету.
У 1904 році видав книгу «Росія на Далекому Сході» (рос. «Россия на Дальнем Востоке»), написану на замовлення публіцистки Катерини Кускової.
За працю «Нариси Сибіру» (рос. «Очерки Сибири») отримав золоту медаль Академії наук.
Автор історичної повісті «Розбійник Селезньов» (рос. «Разбойник Селезнёв»).
У 1906 році видав книгу біографій «Декабристи» (рос. «Декабристы»).
Статті підписував рідко. Зазвичай, публікувався під псевдонімами — «Z», «B», «W», «L», «П. Г.», «П. Г-в.» та іншими.

## Родина
Мав сестру Антоніну. А також двох братів — Дмитра і Олександра, які також стали краєзнавцями, дослідниками та знавцями Сибіру.
Племінник — історик Борис Полевой. Зять — геолог Петро Полевой.

### 1880-ті
- Друзьям: [Стихотворение] // Сибирская газета (Томск). — 1882. — Стовбчик. 1304. (Підпис — «Кефалевиус»)
- Знакомые мотивы: [Стихотворение] // Сибирская газета. — 1882. — Стб. 1158. (Підпис — «Кефалевиус»)
- Памяти С. С. Шашкова: [Стихотворение] // Сибирская газета. — 1882. — № 43. — Стб. 1061. (Підпис — «Кефалевиус»)
- Памяти С. С. Шашкова: [Стихотворение] (у статті Мокеева Н. «Памяти иркутянина-писателя С. С. Шашкова») // Сибирский архив (Иркутск). — 1913. — № 3. — С. 153. (Без заголовка і підпису автора)
- Памяти первого историка-сибиряка: О П. А. Словцове // Енисейский листок. — 1883. — № 18.
- Путешествие итальянца Сомье по Сибири: [О путешествии С. Сомье и его книге «Лето в Сибири между остяками, самоедами, татарами, киргизами и башкирами», Рим, 1885] // Сибирский сборник. — 1886. — Кн. 1. — С. 21-47.
- Врачебное дело в Сибири в XVIII веке // Сибирский сборник. — 1889. — Вып. 2, отд. 2. — С. 76-90.

### 1890-ті
- Какая школа нужна Енисейску? // Енисейские губернские ведомости. — 1891. — № 16.
- Первый литературный шаг в Красноярске: (О «Енисейском альманахе») // Енисейские губернские ведомости. — 1891. — № 3.
- Покорение Сибирского царства и личность Ермака // Сибирский сборник. — 1891 (1892). — Вып. 1. — С. 166-196.
- Изящная литература и искусства на сибирской почве // Календарь Тобольской губернии на 1893 год. — Тобольск, 1892. — С. 116-122.
- Итоги народного просвещения в Минусинском крае за 1892 г. // Сибирский сборник. — 1893. — Вып. 2. — С. 94-112.
- К истории шестидесятых годов в Сибири [О сибирском областничестве] // Восточное обозрение. — 1893. — № 38-39. —
- Пути сообщения в Сибири XVI и XVII веков: Памяти П. А. Словцова. — 1893. — 26 с.
- Сибирская беллетристика в 1892 году // Восточное обозрение. — 1893. — № 10.
- Воспоминание о друге молодежи [О. Н. М. Ядринцеве] // Восточное обозрение. — 1896. — № 56-58.
- Воспоминание о друге молодежи [О. Н. М. Ядринцеве] // Литературное наследство Сибири. — Новосибирск, 1898. — Т. 5. — С. 343-353.

### 1900-ті
- В уголках степного края [Очерки] // Сибирская жизнь. — 1900. — 10 лютого (№ 32).
- В уголках степного края [Очерки] // Сибирская жизнь. — 1900. — 11 лютого (№ 33).
- В уголках степного края [Очерки] // Сибирская жизнь. — 1900. — 12 лютого (№ 34).
- В уголках степного края [Очерки] // Сибирская жизнь. — 1900. — 17 лютого (№ 38).
- Приамурье как русская земледельческая колония // Народное хозяйство. — 1900. — Кн. 7. — С. 59-72.
- Даль и Загоскин // Мир Божий. — 1901. — № 10, отд. 2. — С. 1-8.
- Ближайшие задачи исторического изучения Сибири // Журнал Министерства народного просвещения. — 1902. — № 9, отд. 2.
- Ближайшие задачи исторического изучения Сибири. — Санкт-Петербург: Б. и., 1902.
- Взаимное влияние русского и инородческого населения в Сибири // Земледелие. — 1902. — № 2-3.
- Взаимное влияние русского и инородческого населения в Сибири. — Москва: Б. и., 1902. — 16 с.
- Первое столетие Иркутска: Сборник материалов для истории города / [Сост.], введ. и заключ. статья «Состав населения и экономический быт города в XVII веке» П. М. Головачева. — [СПб.]: Изд. В. П. Сукачева, (1902). — 186 с.
- Сибирь: Природа, люди, жизнь. — Москва: Изд. Ю. И. Базановой, 1902. — 300 с.
- Сибирь: Природа, люди, жизнь /2-е изд. — Москва: Т-во «И. Д. Сытин», 1905. —- 352 с.
- Томск в XVII веке: Материалы для истории города: [Сборник] / [Сост.], вступление и

заключ. статья П. М. Головачева. — [СПб.]: Посмерт. изд. В. А. Горохова, Б. г. [1902?]. — 169 с.
- Тюмень в XVII столетии: Собр. материалов для истории города / [Сост.], введ. и заключит. статья «Состав населения и экономический быт Тюмени в XVII в.» П. М. Головачева. — Москва: Издательство А. И. Чукмалдиной, 1903. — 166 с.
- Иркутское лихолетье 1758-1760 гг.: («Летопись о Крылове» и ее разбор): [С публ. фрагм. “Летописи...”]. — Москва: Издательство А. В. Касьянова, 1904. — 45 с.
- Россия на Дальнем Востоке. — Санкт-Петербург: Издательство Е. Д. Кусковой, 1904. — 216 с.
- Желательный тип сборников материалов для истории сибирских городов XVII века // Журнал Министерства народного просвещения. — 1905. — № 10. — С. 262-263.
- Декабристы: 86 портретов, вид Петровского завода и 2 бытовых рисунка того времени / Пояснит. биогр. текст П. М. Головачева; Вступ. ст. В. А. Мякотина. — Москва: Издательство М. М. Зензинова, [1906]. — 294 с.
- Сибирские вопросы в Государственной Думе // Сибирские вопросы. — 1906. — № 1. — С. 3-12.
- Из хроники общественной жизни Сибири: Выборы в Государственную Думу: [Сост. на основе сообщений сибирских газет] // Сибирские вопросы. — 1906. — № 1. — С. 90-109. (Підпис — «L.»)
- Рецензия на книгу Н. Я. Новомбергского «В поисках за материалами по истории Сибири» // Сибирские вопросы. — 1906. — № 1. — С. 111-112. (Підпис — «П. Г-в.»)
- Характер и значение колонизации Сибири в XVI и XVII столетиях // Сибирские вопросы. — 1906. — № 2. — С. 3-44. (Додаток до журналу «Сибирские вопросы»)
- Из хроники общественной жизни Сибири: Разгром сибирской печати // Сибирские вопросы. — 1906. — № 2. — С. 89-93. (Підпис — «L.»)
- Рецензия на книгу «Природа и население России». Часть 1: Народы Азиатской России // Сибирские вопросы. — 1906. — № 2. — С. 94-95. (Підпис — «П. Г-в.»)
- Рецензия на книгу А. Клейнборта «Русский империализм в Азии»] // Сибирские вопросы. — 1906. — № 2. — С. 95-96. (Підпис — «L.»)
- По поводу проекта сибирско-американской железной дороги // Сибирские вопросы: периодический сборник. — 1906. — № 2. — С. 157-166. (Підпис — «L.»)
- Из хроники общественной жизни Сибири: Бюрократия и земский вопрос // Сибирские вопросы. — 1906. — № 3. — С. 104-109. (Підпис — «L.»)
- Рецензия на книгу Л. Г. Дейча «16 лет в Сибири: Воспоминания» // Сибирские вопросы. — 1906. — № 3. — С. 110-111. (Підпис — «L.»)
- Рецензия на книгу Н. Н. Торнау «Атлас по отечествоведению». Часть 2: Сибирь и Туркестан // Сибирские вопросы. — 1906. — № 3. — С. 111-112. (Підпис — «П. Г-в.»)
- Из хроники общественной жизни Сибири: Вопрос о порто-франко в Приамурье // Сибирские вопросы. — 1906. — № 4. — С. 95-101. (Підпис — «L.»)
- Из хроники общественной жизни Сибири: Амурская железная дорога // Сибирские вопросы. — 1906. — № 5. — С. 83-89. (Підпис — «L.»)
- Из хроники общественной жизни Сибири // Сибирские вопросы. — 1906. — № 6. — С. 108-119. (Підпис — «L.»)
- Очерк заселения Сибири в XVI и XVII столетиях. — Санкт-Петербург: Типография Альтшулера, 1906. — 44 с.
- Декабристы: Материалы для характеристики [Сборник] / Под ред. П. М. Головачева. — Москва: Издательство М. М. Зензинова, 1907. — 176 с.
- Ошибочная и опасная политика // Сибирские вопросы. — 1907. — 31 серпня (№ 23). — С. 2-5. (Підпис — «L.»)
- Новая волокита // Сибирские вопросы. — 1907. — 8 вересня (№ 24). — С. 2-3. (Підпис — «L.»)
- Новое общество (Об основанном в 1907 году в Санкт-Петербурге «Обществе изучения Сибири и содействия реформ в ней») // Сибирские вопросы. — 1907. — 16 вересня (№ 25). — С. 2-6. (Підпис — «L.»)
- Ещё о новом факультете в томском университете (Об открытии в Томском университете историко-филологического факультета) // Сибирские вопросы. — 1907. — 23 вересня (№ 26). — С. 2-6. (Підпис — «L.»)
- Чиновничья логика // Сибирские вопросы. — 1907. — 30 вересня (№ 27). — С. 2-3. (Підпис — «L.»)
- Отпадающий край: [О Камчатке] // Сибирские вопросы. — 1907. — 8 жовтня (№ 28). — С. 2-5. (Підпис — «L.»)
- Забайкальские хищения // Сибирские вопросы. — 1907. — 16 жовтня (№ 29). — С. 2-5. (Підпис — «L.»)
- Петербургское «попечение» о Сибири // Сибирские вопросы. — 1907. — 23 жовтня (№ 30). — С. 2-3. (Підпис — «L.»)
- Теперь не время // Сибирские вопросы. — 1907. — 8 листопада (№ 32). — С. 2-3. (Підпис — «L.»)
- Оценка выборов (О выборах в 3-ю Государственную Думу) // Сибирские вопросы. — 1907. — 16 листопада (№ 33). — С. 2-3. (Підпис — «L.»)
- Новые правила об инородческих школах (О правилах преподавания в инородческих школах) // Сибирские вопросы. — 1907. — 23 листопада (№ 34).

— С. 2-3. (Підпис — «L.»)
- Вредное усердие (О трудностях работы депутатов от Сибири в 3-й ГосДуме) // Сибирские вопросы. — 1907. — 30 листопада (№ 35). — С. 2-4. (Підпис — «L.»)
- Возрождение сибирской парламентской группы (О работе депутатов от Сибири в 3-й ГосДуме) // Сибирские вопросы. — 1907. — 8 грудня (№ 36). — С. 2-4. (Підпис — «L.»)
- Экзамен государственности (О проблеме порт-франко на Дальнем Востоке, торговой экспансии СевернойАмерики и Японии и политике российских властей) // Сибирские вопросы. — 1907. — 16 грудня (№ 37). — С. 2-3.  (Підпис — «L.»)
- Нельзя медлить (О необходимости судебной и земской реформ в Сибири) // Сибирские вопросы. — 1907. — 23 грудня (№ 38/39). — С. 2-6. (Підпис — «L.»)
- Мертвый год (О работе Государственной Думы в 1907 году) // Сибирские вопросы. — 1908. — 12 січня (№ 1). — С. 1-3. (Підпис — «L.»)
- Где выход? (О работе 3-й Государственной Думы) // Сибирские вопросы. — 1908. — 23 січня (№ 2). — С. 1-3. (Підпис — «L.»)
- Проектируемый общественный университет в Иркутске // Сибирские вопросы. — 1908. — 31 березня (№ 12). — С. 12-17.
- Научные труды И. Я. Словцова [Об ученом Иване Яковлевиче Словцове (1844-1907)] // Сибирские вопросы. — 1908. — 31 травня (№ 16). — С. 34-39. (Підпис — «П. Г.»)
- Сибирские миссии (О православных миссиях в Сибири и на Дальнем Востоке) // Сибирские вопросы. — 1908. — 8 серпня (№ 17/18). — С. 1-7.
- Вековой грех // Сибирские вопросы. — 1908. — 22 серпня (№ 19/20). — С. 1-5. (Підпис — «L.»)
- День 28 августа [К 80-летию со дня рождения Л. Н. Толстого] // Сибирские вопросы. — 1908. — 28 серпня (№ 20/21). — С. 3-5. (Підпис — «L.»)
- Министр торговли и северное порто-франко // Сибирские вопросы. — 1908. — 8 вересня (№ 23/24). — С. 1-6. (Підпис — «L.»)
- Правительственные «заботы» о северных инородцах // Сибирские вопросы. — 1908. — 18 вересня (№ 25). — С. 1-7. (Підпис — «L.»)
- Будет ли лучше? (О депутатах от Томской губернии в 3-й Государственной Думе) // Сибирские вопросы. — 1908. — 30 вересня (№ 27-28). — С. 1-3.  (Підпис — «L.»)
- Полувековая загадка (К 50-летию присоединения Приамурского края к России) // Сибирские вопросы. — 1908. — 8 жовтня (№ 29/30). — С. 1-6.
- Плоды «успокоения» (О влиянии местной администрации на общественную и культурную жизнь Сибири) // Сибирские вопросы. — 1908. — 25 жовтня (№ 33/34). — С. 1-4. (Підпис — «L.»)
- Сенаторская ревизия накануне введения земства // Сибирские вопросы. — 1908. — 31 жовтня (№ 35/36). — С. 1-5. (Підпис — «L.»)
- Сибирь и третья Дума // Сибирские вопросы. — 1908. — 30 листопада (№ 43/44). — С. 13-14. (Підпис — «L.»)
- Не пора ли одуматься? (Об экономической политике правительства России в Сибири) // Сибирские вопросы. — 1908. — 8 грудня (№ 45/46). — С. 1-5. (Підпис — «L.»)
- Культурная роль женщины в Сибири // Сибирские вопросы. — 1908. — 23 грудня (№ 49/50/51/52). — С. 1-6. (Підпис — «L.»)
- «Пятницы» и «вечера» К. К. Случевского // Петербургские ведомости. — 1909. — 5 лютого (№ 28). — С. 2-3. (Підпис — «W.»)

### 1910-ті
- Сибирь (Обзорная книга о Сибири). — Москва: Книгоиздательское т-во «Дело», Б. г. [1911?]. — 236 с. — (Великая Россия: Географические, этнограцические и культурно-бытовые очерки современной России / Под общ. ред. Д. Н. Анучина; Т. 1).
- Экономическая география Сибири. [Архівовано 22 серпня 2021 у Wayback Machine.] — Москва: Типография Т-ва «И. Д. Сытин», 1914. — 183 с.